# Јершичи
Јершичи (рус. Ершичи) насељено је место са административним статусом села на западу европског дела Руске Федерације. Насеље је смештено у централном делу Јершичког рејона чији је уједно административни центар, на крајњем југу Смоленске области.
Према процени из 2014. у селу је живело 3.400 становника. 

## Географија
Јершичи се налазе на обалама реке Ипут, на око 140 километара јужно од административног центра области, града Смоленска и на око 30 км југоисточно од железничке станице Поњатовка. 

## Историја
Насеље је највероватније настало на прелазу из XVI у XVII век као заселак под именом Рухањ (рус. Рухань), а садашње име вероватно потиче од једне врсте гргеча (рус. ёрш) који је у великом броју насељавао реку на том подручју и који се ловио у великим количинама. Године 1730. локални књаз Лајкевич је у селу подигао дрвену православну цркву посвећену светима Симеону и Ани чиме је заселак аутоматски добио статус села (црква је реконструисана 1857. године).
Све до 1928. било је парохијски центар у Рослављанском округу, а од 1972. административни је центар Јершичког рејона.

## Демографија
Према подацима са пописа становништва 2010. у варошици је живело 3.866 становника, док је према проценама за 2014. насеље имало 3.400 становника.
| 1959. | 1970. | 1979. | 1989. | 2002. | 2010. | 2014. |
| ----- | ----- | ----- | ----- | ----- | ----- | ----- |
| ---   | ---   | ---   | ---   | ---   | 3.866 | 3.400 |